# Ministrstvo za infrastrukture in prevoz Italijanske republike
Minister za infrastrukture in prevoz Italijanske republike italijansko Ministero delle Infrastrutture e dei Trasporti) predseduje ministrstvu, kateremu je poverjena skrb za infrastrukture in prevoz v državi. Ta področja so že v marsičem podrobno urejena z deželnimi in pokrajinskimi zakoni, zato se ministrstvo ukvarja samo s problemi, ki niso lokalne kompetence.
Glavne funkcije ministrstva so sledeče:
- uprava državnih cest, avtocest, železnic, letališč in pristanišč; upravljanje letalskega prometa in morske ter sladkovodne plovbe; skrb za varnost na upravljanih infrastrukturah; odgovornost za posledice slabega upravljanja v slučaju nesreč;
- organizacija javnih razpisov za izvedbo del na upravljanih infrastrukturah;
- nadzor nad javnimi in privatnimi gradnjami na državnih tleh;
- sodelovanje pri urbanističnih načrtovanjih v zvezi s prometnimi in komunikacijskimi infrastrukturami;
- nadziranje javnega prevoza in privatnih železnic;
- uprava jezovnih naprav ter vodnih in električnih infrastruktur;
- registracija, nadzor in tehnični pregledi vozil;
- nadzor nad pomorskimi in sladkovodnimi prevozi oseb in blaga; nadzor nad pristanišči in pristaniškimi napravami;
- nadzor nad letalskim prometom; nadzor nad letališči, privatnimi pristajalnimi stezami in helikopterskimi doletišči;
- nadzor nad informatičnimi sistemi;
- nadzor nad državno statistiko in z njo povezanimi strukturami;
- nadzor nad množičnimi občili in telekomunikacijo;
- poveljstvo Pristaniške policije (Capitaneria di Porto), ki je posebni odsek Vojne mornarice, torej hierarhično spada pod Obrambno ministrstvo.

Sedež ministrstva za infrastrukture in prevoz Italijanske republike je v Rimu. Trenutni (2013) minister je Maurizio Lupi.